# Fiorella Buzeta
Fiorella Buzeta Carminatti (Montevideo, 1991) es una estudiante, activista y política uruguaya. Reconocida militante por los derechos de las personas con discapacidad, en las elecciones internas de 2019 encabezó la lista a la Cámara de Diputados del sector Frente en Movimiento (M764) del Frente Amplio.
Actualmente es edila de la Junta Departamental de Montevideo por la lista 949.Directora de la División Asesoría para la Igualdad de Género de la IM. En administración del Intendente Mario Bergara. 2025. 

## Biografía
En 2004, a los 12 años de edad, Buzeta recibió un disparo de forma accidental mientras estaba en el Liceo 13 del barrio Maroñas, en un caso con gran repercusión mediática. La herida le provocó parálisis de sus miembros inferiores. Desde ese momento, tuvo que usar silla de ruedas y pasó 8 años en rehabilitación.
A sus 21 años comenzó a practicar deporte. Luego de un paso breve por el balonmano en silla de ruedas (llegando a formar parte de la selección uruguaya femenina), empezó a practicar esgrima en la ONG Asociación Pro Recuperación del Inválido (APRI). Buzeta afirmóː "Cuando empecé a practicar, prácticamente no existían los deportes adaptados. Fue un aprendizaje en muchas cosas. El deporte me ayudó a tener un motivo."
Integra el Espacio por la Accesibilidad, la Coordinadora de Usuarios de Transporte Accesible, la Coordinadora de la Marcha por la Accesibilidad y el colectivo Mujeres y Discapacidad, entre otros. Luego de años de militancia social, en 2018 se incorporó a Frente en Movimiento que, en las elecciones internas de 2019 del Frente Amplio, apoyó la precandidatura de Carolina Cosse a la presidencia. Buzeta encabezó la lista de M764 a la Cámara de Diputados.
Pasadas las internas, la agrupación se sumó a la coalición "El Abrazo", lista 949, en donde fue suplente a diputada. También formó parte del equipo asesor en derechos humanos del candidato a presidente Daniel Martínez y es integrante del Comité Funcional de Discapacidad del Frente Amplio.
A fines de 2019 se conformó el Concejo de Participación de Personas con Discapacidad de Montevideo, órgano que funciona en la Secretaría de Accesibilidad para la Inclusión de la Intendencia de Montevideo y que preside Buzeta, habiendo sido la representante más votada. Entre sus atribuciones, el concejo "puede proponer programas, proyectos y planes de interés general o medidas específicas para mejorar y crear nuevos servicios y obras. Tendrá funciones de evaluación y seguimiento de programas, en especial en cuanto al cumplimiento sobre accesibilidad departamental y de los municipios."
Electa en octubre del año 2024 como diputada suplente de Alejandro Zavala (El Abrazo - Frente Amplio) en lo que será una banca colectiva.
Es estudiante de Comunicación.